# Valentine's Day (2010)
Valentine's Day is een romantische komedie uit 2010 onder regie van Garry Marshall, die in België uitkwam op 10 februari en in Nederland een dag later in première ging. De film kwam in de zalen in de periode van Valentijnsdag.

## Verhaal
Verschillende verhalen worden verteld ten tijde van Valentijnsdag, allemaal anders, maar toch verbonden met elkaar. De personen zijn allen afkomstig uit Los Angeles en kampen bijna allemaal met liefdesproblemen. De druk die Valentijnsdag op hen uitoefent, blijkt voor de één gunstig, voor de ander nadelig. Onder de personen vallen een marineofficier (Julia Roberts) die voor haar kleine zoontje een vlucht neemt van Irak naar Los Angeles en in het vliegtuig zit met een homoseksuele man (Bradley Cooper), die verliefd is op een footballspeler (Eric Dane) die niet durft uit te komen voor zijn geaardheid, een bekende bloemist (Ashton Kutcher) die na een huwelijksaanzoek aan zijn vriendin (Jessica Alba) ontdekt dat hij verliefd is op een oude vriendin (Jennifer Garner), een getrouwde man (Patrick Dempsey) die een affaire heeft met deze vriendin, een assistente (Anne Hathaway) van 's werelds grootste talentenjager Queen Latifah die verliefd wordt op een collega (Topher Grace), maar als bijbaantje telefoonseks verkoopt, een publicist (Jessica Biel) die geen date kan vinden en dus een hekel heeft aan Valentijnsdag, een oudere vrouw (Shirley MacLaine) die aan haar man (Héctor Elizondo) toegeeft dat ze in het verleden een minnaar heeft gehad, hun babysitter, een tiener (Emma Roberts) die overweegt om eens seks te hebben met haar vriendje (Carter Jenkins) en hun schoolvrienden (Taylor Swift en Taylor Lautner), die een verliefd modern jong stel zijn.

## Rolbezetting
| Acteur           | Personage         |
| ---------------- | ----------------- |
| Jessica Alba     | Morley Clarkson   |
| Jessica Biel     | Kara Monahan      |
| Bradley Cooper   | Holden            |
| Ashton Kutcher   | Reed Bennett      |
| George Lopez     | Alphonso          |
| Julia Roberts    | Kate              |
| Jamie Foxx       | Kelvin Moore      |
| Anne Hathaway    | Liz               |
| Jennifer Garner  | Julia Fitzpatrick |
| Patrick Dempsey  | Harrison Copeland |
| Emma Roberts     | Grace             |
| Alex Williams    | Josh Curts        |
| Taylor Swift     | Felicia Miller    |
| Taylor Lautner   | Willy             |
| Carter Jenkins   | Alex              |
| Queen Latifah    | Paula Thomas      |
| Topher Grace     | Jason             |
| Eric Dane        | Sean Jackson      |
| Shirley MacLaine | Estelle           |
| Héctor Elizondo  | Edgar             |

## Productie
De film kreeg veel promotie omdat het een ensemblecast bevat. In februari 2009 werd aangekondigd dat Garry Marshall de regie op zich zou nemen. Plannen voor het daadwerkelijk verfilmen van het project dateerden uit de periode dat He's Just Not That Into You (2009) werd uitgebracht, een andere romantische komedie met een ensemblecast. Na het succes van die film werd besloten om nog meer bekende namen te strikken voor Valentine's Day, met Ashton Kutcher, Bradley Cooper, Julia Roberts, Anne Hathaway, Jennifer Garner, Jessica Alba, Jessica Biel en Shirley MacLaine als eerste bevestigde meewerkenden in mei 2009.
Tijdens de casting ontstond er enige opschudding toen de makers besloten om Katherine Heigl, die in aanmerking kwam voor een rol, hun aanbod terug te trekken. De makers legden uit dat de actrice een salaris van $3 miljoen eiste en dat ze hieraan niet konden voldoen. In een interview vertelden ze dat er geen hoofdrollen worden vervuld in de film en dat er om die reden geen salaris van zo'n bedrag werd gegeven aan alle andere spelers. Patrick Dempsey en Eric Dane, haar tegenspelers uit de televisieserie Grey's Anatomy, werden in juli 2009 wel toegevoegd aan de cast. Dit was na Topher Grace, Emma Roberts en Héctor Elizondo, van wie in juni 2009 het nieuws kwam dat ze zouden meewerken. Voor Emma Roberts was het de eerste keer dat ze in een film zou spelen met haar tante Julia Roberts.
Al aan het begin was bekend dat de datum van uitbrengst in de Verenigde Staten zou vallen in de buurt van Valentijnsdag 2010. Aanvankelijk wilde de regisseur de première laten vallen op Valentijnsdag, maar dit werd later teruggebracht naar 12 februari. De opnames begonnen in juli 2009, een week nadat Dempsey en Dane werden toegevoegd aan de cast. In deze periode werden Jamie Foxx, Queen Latifah en Carter Jenkins nog toegevoegd aan de cast. De makers rekenden er op dat acteurs niet langer dan drie tot veertien dagen uit hoefden te rekenen voor de draaidagen van hun scènes.